# Idrografia di Borgomanero
L'Idrografia di Borgomanero e della zona dei comuni contermini (in particolare Gozzano e Briga Novarese) è particolarmente complessa. Ad est scorre l'Agogna, che raccoglie le acque del versante sud del Mottarone. Ad ovest scorre il Sizzone che nasce in provincia di Vercelli, contigua all'alta Valsesia che raccoglie le acque delle Baragge. Incuneata in questa Y vi è lo sperone di Gozzano, posta sull'anfiteatro morenico di modesta altezza, lascito dal ghiacciaio che ha scavato il lago d'Orta, in cui le acque meteoriche confluiscono, invece nel lago. La linea di displuvio coincide con le colline moreniche a pochissimi chilometri dal centro di Borgomanero
Mentre l'Agogna, dopo aver ricevuto l'apporto di numerosi torrenti, scorre come di regola per gli affluenti di sinistra orografica del Po, in direzione Sud, Po, le acque del lago d'Orta hanno un emissario a Nord,, Le acque del lago d'Orta escono dal lago ad Omegna nel torrente Nigoglia che confluisce nello Strona che, a sua volta, è affluente del Toce che raggiunge il Lago Maggiore, per poi defluire nel Ticino.

## Il versante dell'Agogna

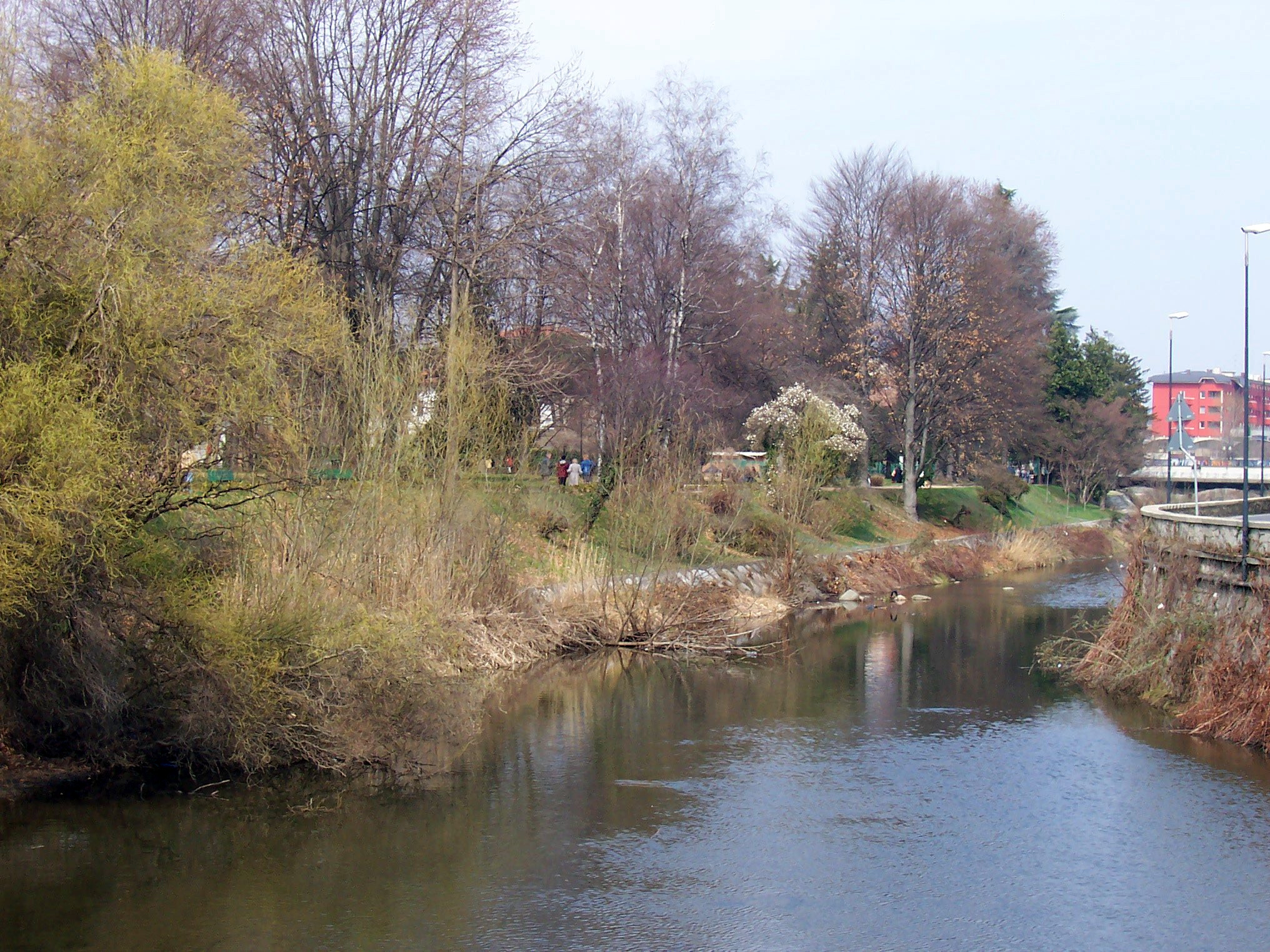
l'Agogna

### Regime dei corsi d'acqua
I torrenti e rii che attraversano l'area comunale di Borgomanero e che confluiscono nell'Agogna, hanno un regime spiccatamente torrentizio di tipo prealpino, cioè con piene tardo - primaverili e autunnali per le forti piogge che cadono sulla zona (attorno ai 1200 – 1400 mm annui) mentre secche quasi complete nella stagione calda e invernale.

### Elenco dei torrenti di Borgomanero
- Agogna;
- Grua;
- Geola;
- Lirone;
- Sizzone;
- Schiano;
- Galeazza;
- Passone;
- Roggia vecchia;
- Fosso Agogna vecchia.
- Tancognino

### Stato ambientale
Lo stato ambientale dei corsi d'acqua non è dei più buoni poiché attraversano una zona fortemente antropizzata, ricca di fabbriche e industrie.

#### Agogna
Il principale dei torrenti è l'Agogna, che attraversa la città da nord a sud, ricevendo le acque di tutti i corsi d'acqua della zona. Fu deviato nel XVII secolo per ragioni irrigue. Il vecchio alveo è presente e chiamato Agogna Vecchia. Scorre nella periferia del centro abitato. 
La sua qualità delle acque è giudicata scadente e proprio all'interno del comune piemontese si hanno le peggiori qualità di tutta l'asta fluviale.
L'Agogna, poi, dopo aver attraversato Novara sfocia nel Po

#### Sizzone
Il Sizzone è il secondo torrente più importante nella zona; esso attraversa le colline a ovest della città, ricevendo le acque dei torrenti laterali provenienti dalla bassa Valsesia o dalle Baragge. Risulta il torrente con il migliore stato di qualità della città.

#### Geola
La Geola percorre il centro della città quasi totalmente sotto il manto stradale, ricevendo, inoltre, numerosi scarichi. Questo piccolo corso d'acqua nasce presso le colline (300 m s.l.m.) a nord della città e con andamento ovest - sud sfocia nell'Agogna, presso il centro della città. Purtroppo, dato il passaggio nel centro risulta profondamente inquinato.

#### Grua
Il Lagone o Grua nasce presso il Colle della Cremosina, dall'alpe omonima e percorre tutta la zona ad est, scorrendo in mezzo alle rubinetterie e ricevendo gli scarichi delle stesse. Il percorso borgomanerese è praticamente artificiale; scorre in mezzo alle case confluendo nell'Agogna.

#### Lirone
Il Lirone o Gagliazza nasce presso la periferia nord della città, fungendo da confine per un tratto con il comune di Briga Novarese. Non vi sono particolari fattori chimici che alterano la qualità delle acque. Sfocia nell'Agogna nel territorio di Cressa, al confine con Fontaneto d'Agogna.

#### Schiano e Galeazza
Lo Schiano e la Galeazza sono due piccoli fontanili che servono l'acquedotto della città. Sono praticamente sconosciuti, pochi sanno della loro esistenza.

#### Passone
Il fosso Passone nasce dai rilievi a nord di Borgomanero, e sfocia nell'Agogna presso il "ponte del Torrione".

#### Tancognino
Il Tancognino è - assieme alla Grua - il peggiore corso d'acqua dal punto di vista qualitativo della zona. Esso nasce presso la sorgente del Sizzone e scorre verso sud - est giungendo presso il centro della città e raccogliendo tutti gli scarichi (fognari e non) della bassa Valsesia. Con letto che scorre sotto il suolo, riemerge e sfocia nell'Agogna, inquinandola profondamente.

## Il versante del Lago d'Orta

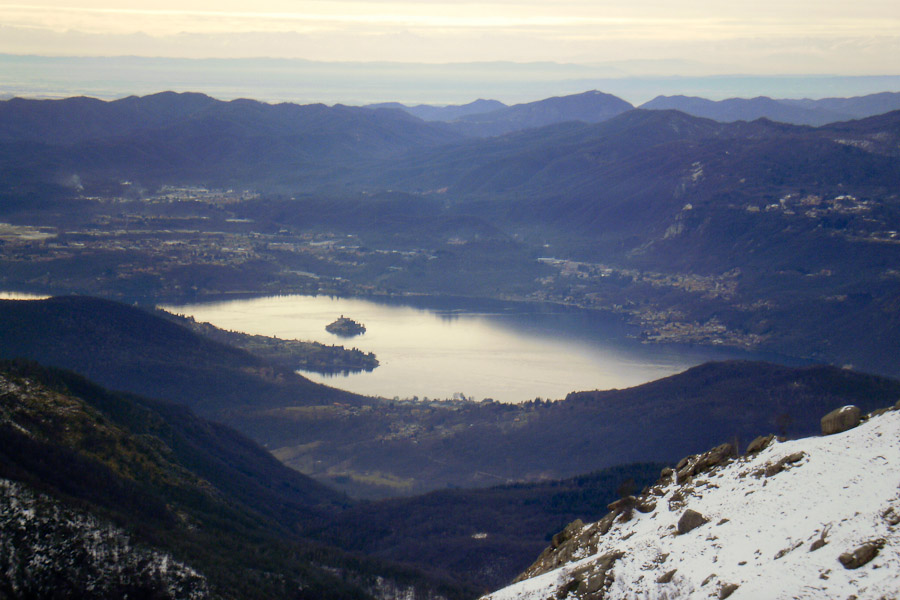
il Lago d'Orta visto dal Mottarone

Il versante del lago d'Orta presenta un bacino imbrifero particolarmente ristretto, prima di incontrare la superficie del lago. È collegato con il gruppo del Mergozzolo tramite la Valle dell'Agogna.
I principali corsi d'acqua sono:
- il torrente Pellesina;
- il torrente Pellino;
- il torrente Pescone;
- il torrente Scarpia;
- il rio Qualba.

### Il massivo sfruttamento
Nella zona, si era installata a partire dagli anni venti, una industria che produceva rayon col metodo del cupro-ammonio. Il processo prevedeva il prelevamento di ingenti quantità d'acqua dal lago mediante elettropompe che poi riversava come reflui ancora carichi di ammoniaca e rame.
Dopo un percorso molto breve gli scarichi inquinanti raggiungevano il lago d'Orta, che ha un ricambio d'acque molto lento. Si è perciò creato in breve tempo un grave problema ecologico che negli anni aveva creato un disastro ambientale, uno dei primi per gravità e ordine di tempo, in Italia.
Se la scelta della localizzazione nell'estremità sud del lago fu felice dal punto di vista dell'approvvigionamento idrico, che poteva contare su una grandissima riserva d'acqua, fu la peggiore per quello che riguardava l'inquinamento. L'ammoniaca e il rame prima di trovare l'emissario, doveva percorrere l'intero lago che in pochi anni peggiorò sensibilmente fino ad arrivare ad una grave acidificazione (Ph 4)
L'azienda si impegnò poi in grandi miglioramenti tecnici per evitare gli inquinamenti e molti risultati furono ottenuti, dapprima riducendo drasticamente l'apporto nei reflui di rame e solo successivamente dell'ammonio. Però ormai il settore entrò in un periodo di profonda crisi del settore e la fabbrica fu definitivamente chiusa.

### Il disinquinamento del lago
Le acque del lago presentavano una elevata acidità dovuta all'ammonio, oltre agli altri inquinanti, in particolare rame. Il divieto di balneazione riguardava l'intero lago e i pesci erano scomparsi, Fu intrapreso un programma di un liming, con immissione di sali di calcio che ha dato risultati positivi, che hanno portato alla revoca del divieto di balneazione, l'immissione di pesci di allevamento con risultati favorevoli per il persico.

## Idrografia delQuaternario
Secondo studi geologici l'antico ghiacciaio che ha modellato il Cusio, allo scioglimento, aveva prodotto un lago del presumibile livello degli attuali 350 metri sul livelli del lago Le acque poi si riversavano verso il novarese, dapprima golfo del mare Adriatico e poi pianura alluvionale. L'erosione, però erose le colline dal lato nord, verso la Valstrona, e non l'anfiteatro morenico dal lato di Gozzano. Il lago discese all'attuale livello di 290 metri e i due bacini rimasero separati.